# Сиротенки
Сироте́нки — село в Україні, у Глобинській міській громаді Кременчуцького району Полтавської області. Населення стновить 300 осіб (на 1 січня 2011 року). До 2020 орган місцевого самоврядування — Троїцька сільська рада. Окрім Сиротенків сільській раді було підпорядковане село Троїцьке. Село ділиться на хутори: Михни, Балабухи, Дворяни, Греки, Кармазинівка, Гордіївка.

## Географія
Село розташоване на березі річки Манжелійка, яка через 3 км впадає у річку Псел, вище за течією за 1,5 км розташоване село Троїцьке, нижче за течією за 2,5 км розташоване село Манжелія. Річка в цьому місці пересихає, на ній зроблено кілька загат.

## Історія
Назва села Сиротенки походить від прізвища трьох козаків, які приїхали для поселення на вільні землі десь у 18 столітті. Вибравши місце на березі річки Манжелійки (нині — це сільські ставки і заболочена місцевість), козаки оселилися на узгір'ї, де зараз вулиця Миру. Поселення назвали Сиротенки. Більшу частину населення складали козаки.
Радянська окупація розпочалась в 1920 році. У 1930 році організовано колгосп «Комунар», який існував до 1974 року, а потім об'єднався з колгоспом імені Фрунзе, який існував до 1993 року. Правонвступником колгоспу імені Фрунзе стало КСГП ім. Фрунзе. Головами колгоспу «Комунар» був Куліш І. Т. і Купенко В. В..
У Національній книзі пам'яті жертв Голодомору 1932—1933 років в Україні вказано, що встановлено смерть від голоду 11 жителів села.
З вересня 1941 року по 26 вересня 1943 року село Сиротенки було окуповано німцями. На фронтах Радянсько-німецької війни 1941—1945 рр. загинули 122 жителя села Сиротенки.
Після війни було об'єднано артілі, що існували у селі, у один колгосп імені Фрунзе. Головою колгоспу було обрано Чорноволенка Олександра Івановича, який інвалідом повернувся з фронту. З 1959 року його заступником був Недосвіт Борис Іванович — колишній моряк. З 1961 року Недосвіт Б. І. — голова колгоспу імені Фрунзе і лишався на цій посаді до 1991 року. У повоєнний час село електрифіковано, газифіковано, прокладено 14 кілометрів доріг з твердим покриттям, прокладено водопровід, механізовано тваринницькі і птахоферми.
Із 1991 року головами колгоспу був Усков Анатолій Олексійович, Костенко Олександр Антонович, Мироненко Микола Федорович. Мироненку М. Ф. присвоєно звання-заслужений працівник сільського господарства та який нині працює на посаді директора агрофірми «Троїцька» ТОВ ІПК «Полтавазернопродукт».
У 1974 році до колгоспу імені «Фрунзе» села Фрунзівка приєднався колгосп «Комунар» села Сиротенки. У 1993 році правонаступником колгоспу імені «Фрунзе» стало КСГП ім. Фрунзе.
12 червня 2020 року, відповідно до розпорядження Кабінету Міністрів України № 721-р «Про визначення адміністративних центрів та затвердження територій територіальних громад Полтавської області», село увійшло до складу Глобинської міської громади.
19 липня 2020 року, в результаті адміністративно - територіальної реформи та ліквідації Глобинського району, село увійшло до складу новоутвореного Кременчуцького району.

## Населення
Кількість населення у селі змінювалась наступним чином:
| 2001 | 2011 |
| ---- | ---- |
| 346  | 300  |
|      | ▼    |

### Мова
Розподіл населення за рідною мовою за даними перепису 2001 року:
| Мова       | Кількість | Відсоток |
| ---------- | --------- | -------- |
| українська | 324       | 93.64%   |
| російська  | 16        | 4.62%    |
| румунська  | 5         | 1.45%    |
| білоруська | 1         | 0.29%    |
| Усього     | 346       | 100%     |